# Joseph Théophile Parfait de Béziade
Joseph Théophile Parfait de Béziade (* 22. Oktober 1770 in Paris; † 11. April 1859 ebenda), Comte, dann Marquis (1817) und schließlich 3. Duc d’Avaray und Duc-Pair (1829), war ein französischer Militär und Politiker des 19. Jahrhunderts.

## Leben
Joseph de Béziade, zunächst bekannt als Comte de Béziade, war der jüngste Sohn von Claude Antoine de Béziade (1740–1829), Marquis d’Avaray, und Angélique Adélaïde Sophie de Mailly de Nesle (1739–1823). Sein ältester Bruder Antoine Louis François de Béziade war 1811 gestorben und der zweite, Armand Louis Théophile, 1795 nach der Schlacht um Quiberon füsiliert worden.
Er schlug wie sein Vater und seine Brüder die Militärlaufbahn ein. Er trat 1787 in die Leibgarde von Monsieur, des späteren Königs Ludwig XVIII., und diente 1788 im Feldlager von Saint-Omer als Adjutant des Marquis d’Avaray, seines Vaters.
Er wanderte 1791 aus, kämpfte 1792 in der Armee der Emigranten, ging dann in den britischen Dienst im Régiment de Mortemart und erreichte 1798 den Rang eines Colonel.
Ludwig XVIII. ernannte den Grafen d’Avaray 1814 zum Ritter im Ordre royal et militaire de Saint-Louis, zum Leutnant der Chevau-léger de la garde du roi und am 3. August des Jahres zum Maréchal de camp. Mit diesem Rang wurde er 1816 in der 22. Division und 1818 in der 1. Division eingesetzt. Von 1818 bis 1820 war er Militärkommandeur des Département Pas-de-Calais (16. Militärdivision). Anschließend wurde er zum Kommandanten des Départements Loir-et-Cher in der 4. Division (zuvor 22. Division) ernannt. Am 22. Februar 1824 wurde er zum Lieutenant-général befördert.
Der Comte wurde 1817 zum Marquis d’Avaray, als seinem Vater der Herzogstitel verliehen wurde. Wie sein Vater und seine Brüder hatte auch der Marquis d’Avaray die royalistische Sache beständig, wenn auch in bescheidenerem Maße, unterstützt. Am 25. April 1829 erbte er durch den Tod seines Vaters den Titel des Duc d’Avaray. Am 23. Juli 1829 wurde er in den Stand eines erblichen Pairs berufen.
Nach der Julirevolution von 1830 blieb er weiterhin im Parlament, bis er am 9. Januar 1832 zusammen mit zwölf seiner Kollegen (Gabriel d’Arjuzon, Étienne Martin de Beurnonville, Barthélémy-Alphonse Le Couteulx de Canteleu usw.) seinen Rücktritt als Pair von Frankreich einreichte, nachdem die Erblichkeit der Pairie abgeschafft worden war. Étienne-Denis Pasquier, der die Sitzung des Oberhauses leitete, gab diese Rücktritte bekannt und sagte, dass sie alle darauf beruhten, dass „die Pairie nicht mehr erblich war und die Zurückgetretenen nicht mehr glaubten, ihrem Land nützlich sein zu können, indem sie weiterhin in einer Kammer saßen, die ihrer wesentlichen Eigenschaft beraubt war“. Der Marquis de Dreux-Brézé forderte die Verlesung der Rücktrittsschreiben; Ferdinand de Tascher und der Comte d’Argout, Minister für Handel und öffentliche Arbeiten, verlangten dagegen, dass sie nicht stattfinden sollte. Die Chambre des Pairs beschloss dies fast einstimmig.
General d’Avaray wurde am 4. September 1833 als Lieutenant-général in den Ruhestand versetzt und spielte danach keine politische Rolle mehr.

## Ehe und Familie
Joseph Théophile Parfait de Béziade heiratete am 25. Februar 1800 in London Aimée-Julie-Michel de Tharon (* 29. Juli 1783 in Nantes; † 1. Oktober 1859 in Blois), Tochter von Pierre François Michel (1755–1835), Comte de Tharon. Ihre Kinder sind:
- Sophie Angélique Louise Rosalbe (* 1801 in England); ⚭ 18. März 1819 in Paris Charles Peter Sackerley, Esquire
- Ange Édouard Théophile (* 22. November 1802 auf Schloss Avaray ✝ 2. Februar 1887 in Paris), Marquis, später 4. Duc d’Avaray; ⚭ Januar 1825 Anne-Victurnienne-Mathilde de Rochechouart-Mortemart (* 9. August 1802 in Paris; ✝ 1. Januar 1887 auf Schloss Avaray), Tochter von Victor Louis Victurnien de Rochechouart (1780–1834), 2. Marquis de Mortemart
- Louis-Charles-Théophile (* 26. April 1818; ✝ 30. November 1878 in Baden-Baden); ⚭ (1) April 1867 Jeanne Huck; ⚭ (2) 19. April 1868 in Paris Émilie Hirth, Tochter von Charles Hirth und Albertine Merkel